# 洛山寺駅
洛山寺駅 （ナクサンサえき）は、大韓民国江原道襄陽郡にかつて存在した駅である。

## 利用可能な路線
- 東海北部線

## 歴史
- 1937年12月1日 - 開業。
- 1950年7月 - 朝鮮戦争により営業中止。
- 1953年7月31日 - 再開業。
- 1967年1月1日 - 廃駅。

## 隣の駅
東海北部線
襄陽駅 - 洛山寺駅 - 大浦駅